# Елк
Блок «Елк» (также «Выход», «Исход», арм. «Ելք» դաշինք, «Elkʿ» dashinkʿ) — либеральный политический партийный альянс в Армении. Был сформирован 12 декабря 2016 года партиями «Гражданский договор», «Светлая Армения» (или «Просвещенная Армения») и «Республика».
По результатам парламентских выборов 2017 года получил 9 мест в парламенте и занимал строго оппозиционную позицию по отношению к правящей коалиции во главе с Республиканской Партией Армении.
Представители партии Гражданский договор, входящей в блок, в апреле 2018 года инициировали и возглавили протесты населения, приведшие к смене власти в стране.  После смены власти представители союза получили наибольшее количество министерских портфелей в правительстве Армении.

## Электоральные результаты

### Парламентские выборы 2017 года
2 апреля 2017 года альянс принял участие в парламентских выборах 2017 года во главе с Эдмоном Марукяном и выиграл 9 мест из 105 в Национальном собрании.
| Выборы | Голосов | %    | Мест     | Представительство в правительстве |
| ------ | ------- | ---- | -------- | --------------------------------- |
| 2017   | 122 049 | 7,78 | 9 из 105 | нет                               |

### Выборы мэра Еревана 2017 года
После парламентских выборов блок участвовал в выборах в Ереванский городской совет 2017 года. Кандидатом альянса на пост мэра Еревана был Никол Пашинян. Альянс выиграл 14 мест из 65 в Ереванском городском совете, а Никол Пашинян отказался от своего мандата в городском совете и продолжил свою работу в Национальном собрании в качестве депутата.
| Выборы | Кандидат в мэры | Голосов | %    | Мест в Городском совете |
| ------ | --------------- | ------- | ---- | ----------------------- |
| 2017   | Никол Пашинян   | 70 730  | 21 % | 14 из 65                |